# 北81線
北81線 中埔－山員潭子，是位於新北市的一條鄉道，東起新北市三峽區中埔里大同路與民權街、中園街口，西至新北市三峽區弘道路末端，全長6公里。

## 路線說明
新北市
- 三峽區：中埔（起點，北85線民權路與中園街岔路）→ 大同路 → 麻園（北81-1線岔路） → 弘道路 → 福德坑 → 福德 → 山員潭子（終點）

## 沿線地標、設施
- 八安大橋
- 新北市三峽區中園國民小學

## 連接公路
- 北85線
- 北81-1線

## 支線
北81線唯一的支線為北81-1線，是位於新北市的一條鄉道，即三峽區麻園路和二鬮路。北起新北市三峽區大同路口，南至新北市三峽區中正路口，全長2.58公里。
新北市
- 三峽區：麻園（起點，北81線岔路）→ 麻園路 → 埤頭 → 二鬮路 → 二鬮（終點，台3線岔路）

### 連接公路
- 台3線